# Brachynemurus ramburi
Brachynemurus ramburi är en insektsart som beskrevs av Banks 1907. Brachynemurus ramburi ingår i släktet Brachynemurus och familjen myrlejonsländor. Inga underarter finns listade i Catalogue of Life.